# Ямпільські шари
Я́мпільські шари́ — геологічна пам'ятка природи місцевого значення.
Розташована у м. Ямпіль Вінницької області (геологічні відслонення поблизу гирла р. Русава). Оголошено відповідно до Рішення Вінницького облвиконкому від 17.11.1981 р. № 599. Охороняються цінні відшарування гравелітів, серед яких є включення гальки та дрібнозернистих сірих пісковиків.